# Vista de Córdoba (François-Antoine Bossuet)
Vista de Córdoba es una pintura del artista belga François-Antoine Bossuet. El lienzo fue adquirido en el año 2003 por el Museo de Bellas Artes de Córdoba, donde se conserva actualmente.

## Descripción
La pintura muestra una vista romántica de Córdoba desde el extremo oriental del paseo de la ribera. En dicha vista se pueden distinguir la Mezquita-catedral, la Puerta del Puente, el Triunfo de San Rafael, el puente romano cruzando el Guadalquivir y la Torre de la Calahorra.
La representación de la ciudad es muy parecida a la que aparece en el grabado Córdoba vista desde el Guadalquivir del artista escocés David Roberts, lo cual hace pensar que Bossuet pudo basarse en dicho grabado para la realización de la pintura. Bossuet pinto varias versiones del mismo cuadro, una de las cuales se encuentra en el Museo de Victoria y Alberto de Londres.

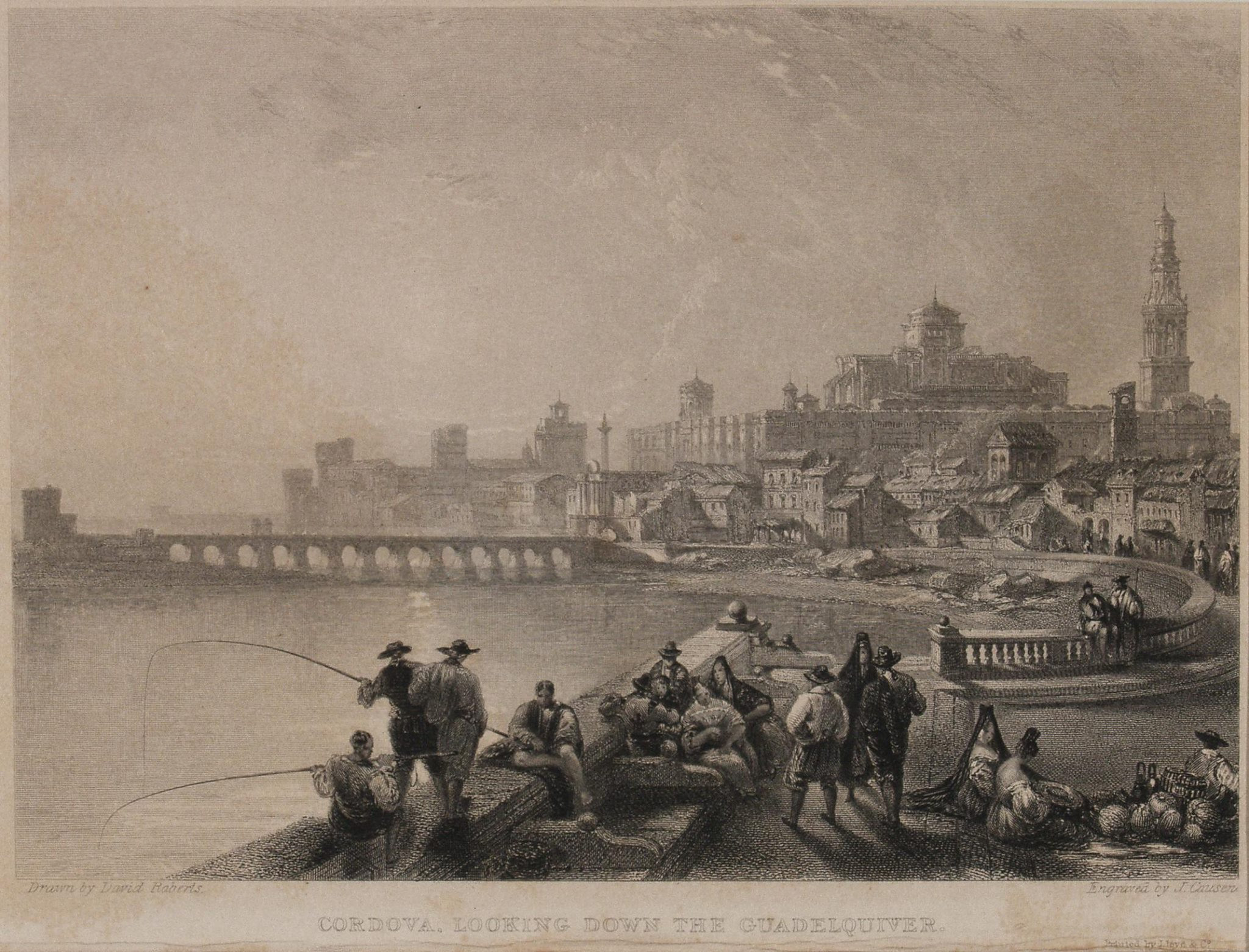
Córdoba vista desde el Guadalquivir, David Roberts. Museo de Bellas Artes de Córdoba.
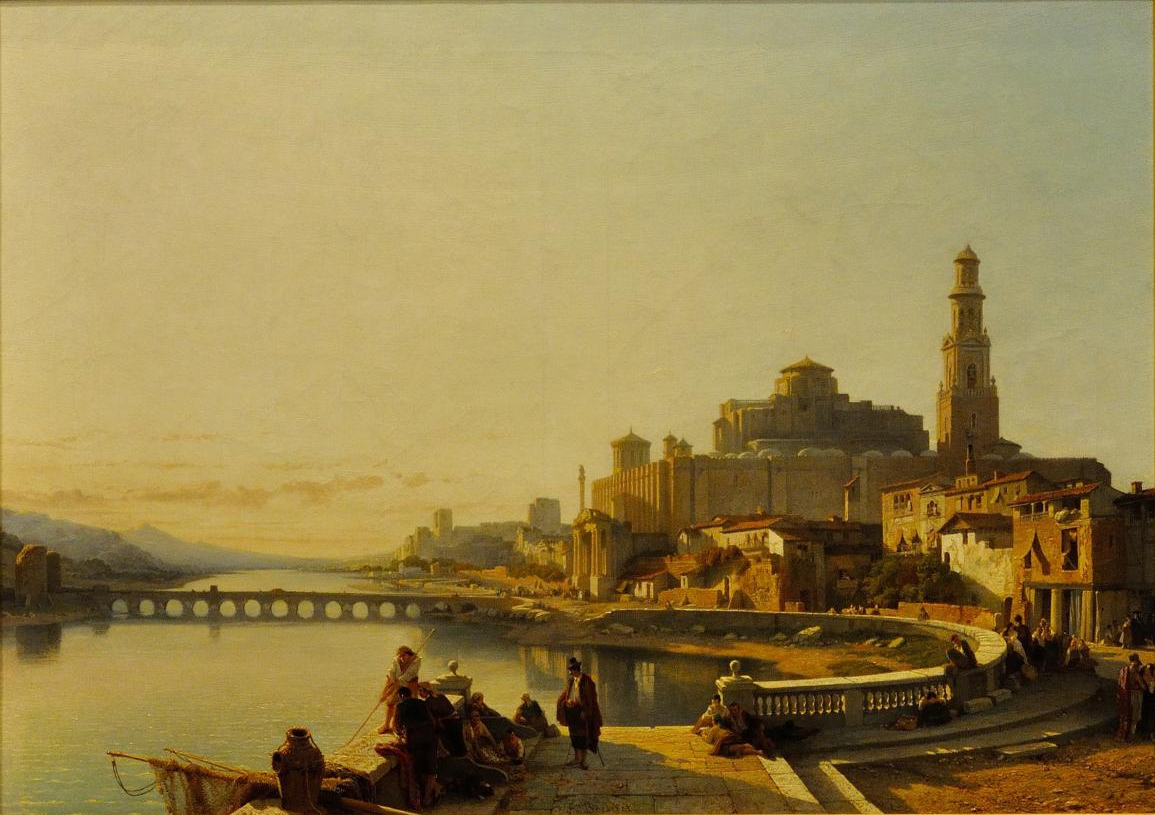
Vista de Córdoba, François-Antoine Bossuet. Museo de Bellas Artes de Córdoba.
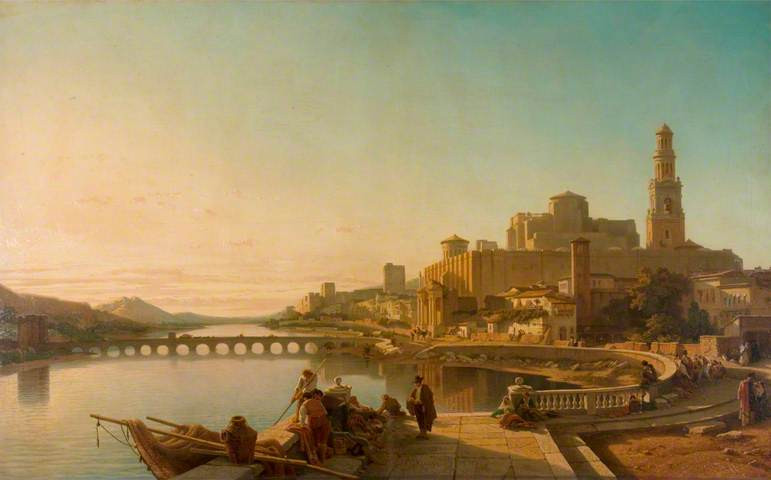
A view of Cordoba, François-Antoine Bossuet. Museo de Victoria y Alberto.